# Kulový blesk (protipartyzánská operace)
Kulový blesk (rusky Шаровая молния, německy Kugelblitz) je krycí název pro protipartyzánskou operaci v okupovaném Bělorusku v partyzánské zóně vymezené širším okolím měst Suraž, Haradok a Vitebsk. Operace probíhala od 14. února 1943 do 19. března 1943 a skončila neúspěchem. Operace probíhala současně s operací Zimní kouzlo.
V ruském prostředí je také anglický film Operace Entebbe znám pod názvem Operace Kulový blesk (rusky Операция «Шаровая молния»).

## Výchozí podmínky a cíle operace
Partyzánský odboj vznikl v okolí města Suraž již v roce 1941, neboť německá armáda postupovala tak rychle, že v lesích skončilo množství sovětských vojáků z rozbitých divizí, ale také muži, kteří nestihli být mobilizováni do Rudé armády. Již v průběhu srpna – září 1941 svedli partyzáni 27 přepadů, ve kterých zničili 14 vozů, 18 cisteren s palivem a 8 mostů. 12. září 1941 zničili německá kasárna ve městě Suraž.
Cílem operace bylo eliminovat partyzány v oblasti, ale především zničit síť jejich podporovatelů, a omezit tak jejich operační možnosti. Německé velení došlo k přesvědčení, že bez podpory civilního obyvatelstva nemají partyzáni šanci na přežití, a proto se ve svých trestních operacích zaměřilo především na civilisty.
Činnost partyzánů začala ovlivňovat zásobování fronty, proto bylo plánováno obklíčit a zlikvidovat partyzánské brigády mezi městi Haradok, Suraž a Mjaža (bělorusky Мяжа (Гарадоцкі раён)) v takzvané Suražské partyzánské zóně. Práceschopné obyvatelstvo mělo být deportováno a přerozděleno podle potřeb německé válečné výroby. S touto zónou bylo spojeno jméno velitele partyzánů Baťky Minaje (rusky Батька Минай, alias pro Minaje Filipoviče Šmyrjova rusky Минай Филиппович Шмырёв), jehož děti Němci zastřelili jako rukojmí.
Operačním cílem bylo také zajistit bezpečnost zásobovací trasy na železnici Vitebsk – Haradok – Něvel a přerušit logistické trasy a kontakty partyzánů s Rudou armádou.

## Nasazené síly

### Německé okupační síly a spolupracující útvary
Do operace byly zařazeny následující jednotky:  
- 201. bezpečnostní divize,
- 2. motorizovaný pluk 3. tankové armády,
- 3 místní policejní útvary,
- 825. vložsko-tatarský pěší prapor (německy Wolgatartarisches Infanterie-Bataillon 825)
- 391. polní výcviková divize wehrmachtu,
- dělostřelecké, ženijní a kontrarozvědné jednotky,
- obrněný vlak a 10 obrněných vozidel.

Operaci vedl velitel 201. bezpečnostní divize generálmajor Alfred Jacobi a velitel východních dobrovolnických jednotek generálmajor Bodo von Wartenberg.
Celkový počet příslušníků trestných jednotek byl 36 000 vojáků a důstojníků.

### Sovětské síly
Operací byly zasaženy následující identifikované partyzánské brigády:
- partyzánská brigáda Alexej, velitel Alexej Fjodorovič Danukalov (rusky Алексей Фёдорович Данукалов)
- 3. oddíl (pozdější) partyzánské brigády Kutuzova, velitel D. L. Misunov (rusky Д. Л. Мисунов),[4]
- 1. vitebská partyzánská brigáda, velitel Michail Fjodorovič Birulin (bělorusky Міхаіл Фёдаравіч Бірулін),[5]
- další partyzánské brigády,
- sovětské letectvo provádějící zásobování.

Celkem šlo asi o 9 000 partyzánů.

## Průběh operace
Do data zahájení operace 14. února 1943 se partyzánským silám zdařilo narušit přepady soustředění německých sil před nástupem. Dne 14. února 1943 se asi 9 000 partyzánů a 20 000 civilistů nacházelo v oblasti, kde partyzáni zaujali kruhovou obranu mezi řekami Ovsjanka (rusky Овсянка (приток Усвячи)), Lužesjanka (rusky Лужесянка) a železnicí Vitebsk – Něvel.
Ve dnech 11. února až 15. února 1943 sovětské letectvo provedlo 46 zásobovacích letů. Díky tomu 15. února 1943 partyzáni z brigády Alexej přešli do protiútoku a dobyli vesnice Sacharova (rusky Сахарова), Žabentjaj (rusky Жабентяй), Balina (rusky Балина) a Melna (rusky Мелна).  
Trestným silám se díky tvrdému odporu a postupu partyzánů nepodařil průlom do zóny, a proto 18. února 1943 zahájily ostřelování a bombardování hraničních linií partyzánské obrany. Partyzánům munici, zbraně, potraviny, léky a další nezbytnosti zajišťovalo nadále letectvo Rudé armády. Sovětské letectvo dodalo do zóny bojů více než 115 tisíc nábojů, asi 800 min, 18 minometů a 700 kg TNT. Po dlouhém ostřelování dne 22. února 1943 přešly trestné oddíly do útoku po celém obvodu partyzánského území. Boje trvaly 5 dnů, ale pro trestné síly bez úspěchu. 
Kutuzovova brigáda porazila v bitvě prapor východních muslimských dobrovolníků, ukořistila větší množství zbraní, vyřadila 3 obrněné vozidla, nákladní a osobní automobil. V noci 23. února 1943 prapor legie východních muslimských dobrovolníků v počtu 506 vojáků přešel na stranu partyzánů. Plánovaný přechod byl Němcům oznámen a velitelé byli ve Vitebsku zastřeleni. Přesto se značné části legionářů podařilo záměr provést. Bývalí legionáři se připojili k 1. vitebské partyzánské brigádě a partyzánské brigádě Alexej. Přivezli s sebou značné množství zbraní a střeliva na 26 vozících. Partyzáni, kteří obdrželi významné posílení v živé síle a zbraních, zasadili Němcům silnou ránu a prolomili obklíčení.
Dne 3. března 1943 trestné síly znovu obklíčily partyzány v bažinaté oblasti o rozloze 112 km2 v okolí obcí Kanaša (rusky Канаша), Dubrava (rusky Дубрава), Azjorki (bělorusky Озёрки), Kovaljevo (rusky Ковалево) a Soprany (rusky Сопраны). Partyzáni zaujali kruhovou obranu 5. března 1943 a dařilo se jim odrážet útoky. Následující dny útok trestných sil slábl a partyzáni je dokázali vytlačit z pozic. K 11. březnu 1943 obsadili partyzáni oblast kolem vesnic Stajki (rusky Стайки), Dražna (rusky Дражна), Platy (rusky Платы) a Kostaviči (rusky Коставичи). Trestná výprava tak byla definitivně odražena. 20. března 1943 se německé trestné síly stáhly na své základny Vitebsk, Haradok a Suraž a ponechaly oblast pod kontrolou partyzánů.

## Výsledky operace
S ohledem na sílu odporu partyzánských jednotek se operace nezdařila a okupační síly byly odraženy.
Během operace podle bojového deníku 201. bezpečnostní divize její příslušníci zkontrolovali 169 vesnic a zatkli 3 583 osob. Příslušníci Einsatzkommanda číslo 9, součást operační skupiny Einsatzgruppen B Bělorusko, zastřelili po skončení protipartyzánské operace Kulový blesk celkem 1 456 osob, 804 lidí bylo odvezeno do koncentračního tábora. Kárné jednotky ztratily asi 500 lidí v boji a 506 vojáků zběhlo na stranu partyzánů. Byla také zničena obrněná vozidla.
Partyzáni ztratili asi 400 zabitých a asi 100 zraněných osob. Podle německých zpráv bylo 260 partyzánů umučeno.
Neúspěch operace vedl německé velení k nasazení silnějších a lépe vyzbrojených skupin proti partyzánům včetně zajištění vojenské asistence frontových jednotek, jako byla operace Cikánský baron.